# Ampney Crucis
Pour les articles homonymes, voir Ampney.
Ampney Crucis est une paroisse civile et un village du Gloucestershire, en Angleterre.